# Werner Marti (sciatore 1962)
Werner Marti (2 luglio 1962) è un ex sciatore alpino svizzero.

## Biografia
Specialista delle prove veloci originario di Elm, Marti in Coppa del Mondo ottenne tre piazzamenti: il 16 agosto 1985 a Las Leñas in discesa libera (15º), l'11 gennaio 1987 a Garmisch-Partenkirchen in supergigante (14º) e l'8 marzo successivo ad Aspen nella medesima specialità (13º). In quella stessa stagione 1986-1987 in Coppa Europa vinse la classifica di discesa libera; continuò a gareggiare nel circuito continentale fino al 1989, quando chiuse 7º nella classifica di discesa libera. Non prese parte a rassegne olimpiche né ottenne piazzamenti ai Campionati mondiali.

## Palmarès

### Coppa del Mondo
- Miglior piazzamento in classifica generale: 88º nel 1987

### Coppa Europa
- Vincitore della classifica di discesa libera nel 1987